# (36463) 2000 QD14
2000 QD14 (asteroide 36463) é um asteroide da cintura principal. Possui uma excentricidade de 0.34855420 e uma inclinação de 4.93934º.
Este asteroide foi descoberto no dia 24 de agosto de 2000 por LINEAR em Socorro.